# Frances Lee McCain
Frances Lee McCain (* 28. Juli 1944 in York, Pennsylvania) ist eine US-amerikanische Schauspielerin.

## Leben
McCain wurde in York in Pennsylvania geboren und wuchs in New York, Illinois, Colorado und Kalifornien auf. Nach ihrem Abschluss am College studierte sie drei Jahre Schauspiel an der Central School of Speech and Drama in London.
Nach ihrer Rückkehr in die Vereinigten Staaten debütierte sie in Woody Allens Theaterstück Mach’s noch einmal, Sam als Schauspielerin. Im Theater in San Francisco war sie zudem als Bühnendarstellerin in mehreren Rollen tätig. Anfang der 1970er Jahre stand sie im Ahmanson Theatre in Los Angeles neben Jon Voight und Faye Dunaway in dem Drama „Endstation Sehnsucht“ auf der Bühne. Ab 1973 übernahm sie erste Rollen bei Film und Fernsehen. Von 1974 bis 1975 spielte sie gemeinsam mit Ronny Cox die Hauptrollen in der Fernsehserie Apple’s Way, welche von CBSproduziert wurde. 1979 spielte McCain in Albert Brooks’ Komödie Aus dem Leben gegriffen die Ehefrau von Charles Grodins Figur Warren Yeager.
In den 1980er-Jahren verkörperte McCain einige ihrer bekanntesten Filmrollen und war dabei besonders oft im Rollenfach der Mutter der jeweiligen Hauptfigur zu sehen. So spielte sie 1984 in der Horrorkomödie Gremlins – Kleine Monster die Mutter des Hauptcharakters Billy Peltzer, die sich mit unorthodoxen Methoden erfolgreich gegen die Angriffe der Gremlins wehrt. Im selben Jahr war sie außerdem als unterstützende Mutter von Kevin Bacons rebellischem Teenager in dem Tanzfilm Footloose zu sehen. 1985 wirkte sie an Zurück in die Zukunft als Mutter von Lorraine Baines (gespielt von Lea Thompson) mit, im darauffolgenden Jahr stellte sie in dem Jugendfilm Stand by Me – Das Geheimnis eines Sommers (1986) die Mutter von Wil Wheatons Hauptfigur dar. 
In den 1990er-Jahren folgten Filme wie Scream – Schrei! (1996) und Patch Adams (1998). Im Jahr 2000 bekam McCain vom California Institute of Integral Studies einen Master-Grad im Bereich der Psychologie verliehen. Während sie in den 2000er-Jahren kaum in Film und Fernsehen zu sehen war, war sie weiter in San Francisco am Theater aktiv. In jüngerer Vergangenheit stand McCain wieder etwas häufiger vor der Kamera, unter anderem für die Serien The Girlfriend Experience (2017) und Better Call Saul (2020) sowie den Film End of the Road (2022) mit Queen Latifah. 

## Filmografie (Auswahl)
- 1973: Massenmord in San Francisco (The Laughing Policeman)
- 1974: The New Perry Mason (Fernsehserie, Folge 1x15)
- 1974–1975: Apple’s Way (Fernsehserie, 28 Folgen)
- 1977: Weißes Haus, Hintereingang (Backstairs at the White House, Miniserie)
- 1977: Wer erschoß John F. Kennedy? (The Trial of Lee Harvey Oswald, Fernsehfilm)
- 1978: Detektiv Rockford – Anruf genügt (The Rockford Files, Fernsehserie, Folge 4x20)
- 1978/1979: Lou Grant (Fernsehserie, 2 Folgen)
- 1979: Quincy (Quincy M.E., Fernsehserie, Folge 4x23)
- 1979: Aus dem Leben gegriffen (Real Life)
- 1981: Da steht der ganze Freeway Kopf (Honky Tonk Freeway)
- 1982: Tex
- 1982: Chefarzt Dr. Westphall (St. Elsewhere, Fernsehserie, Folge 1x02)
- 1984: Gremlins – Kleine Monster (Gremlins)
- 1984: Footloose
- 1985: Rape – Die Vergewaltigung des Richard Beck (The Rape of Richard Beck, Fernsehfilm)
- 1985: Dallas (Fernsehserie, 2 Folgen)
- 1985: Zurück in die Zukunft (Back to the Future)
- 1986: Stand by Me – Das Geheimnis eines Sommers (Stand by Me)
- 1986: Tödliche Parties (Murder in Three Acts, Fernsehfilm)
- 1988: Skandal in einer kleinen Stadt (Scandal in a Small Town, Fernsehfilm)
- 1988: Kopflos durch die Nacht (It Takes Two)
- 1990: Die Doppelgängerin (The Lookalike, Fernsehfilm)
- 1993: Feuersturm über Kalifornien (Firestorm: 72 Hours in Oakland, Fernsehfilm)
- 1993: Diagnose: Mord (Diagnosis Murder, Fernsehserie, Folge 1x05)
- 1996: Scream – Schrei! (Scream)
- 1998: Patch Adams
- 1999: Ein wahres Verbrechen (True Crime)
- 2003: No Return
- 2012: Stitch in Time
- 2016: Preacher (Fernsehserie, 3 Folgen)
- 2017: The Girlfriend Experience (Fernsehserie, 7 Folgen)
- 2018: Ideal Home
- 2020: Better Call Saul (Fernsehserie, Folge 5x04 Namaste)
- 2022: End of the Road
- 2024: Hold Your Breath